# Валенсія (баскетбольний клуб)
У Вікіпедії є статті про інші спортивні клуби з назвою Валенсія
«Валенсія» — іспанський баскетбольний клуб з Валенсії, виступає в національній баскетбольній Лізі Ендеса. Заснований в 1986 році. Домашні матчі проводить на арені «Фуенте Сан Луїс», яка вміщує 9000 глядачів.

## Історія
Історія клубу збігається з історією футбольного клубу «Валенсія», частиною якого він був до поділу останнього у 1986 році на футбольну та баскетбольну команди. Баскетбольний клуб став остаточно  самостійним і розпочав власні виступи в сезоні 1986/87, взявши участь як незалежна організація в другому баскетбольному дивізіоні Іспанії.

## Досягнення

### Національні турніри
Чемпіонат Іспанії
- Золото: 2016/17
- Срібло: 2002/03, 2024/25

Кубок Іспанії
- Володар: 1998
- Фіналіст (4): 2000, 2006, 2013, 2017

Суперкубок Іспанії
- Володар: 2017
- Фіналіст: 2010

### Міжнародні турніри
Єврокубок
- Володар (4): 2002/03, 2009/10, 2013/14, 2018/19
- Фіналіст (2): 2011/12, 2016/17

Кубок Сапорти
- Фіналіст (2): 1998/99, 2001/02